# Apflickorna
Apflickorna è un film drammatico del 2011 diretto da Lisa Aschan.

## Trama
Due ragazze adolescenti, entrambe membre di una squadra di equitazione sportiva, creano un'amicizia intima, messa in discussione dalla loro competitività.

## Riconoscimenti
Guldbagge - 2011
Miglior film
Migliore sceneggiatura a Josefine Adolfsson e Lisa Aschan
Candidatura miglior regista a Lisa Aschan